# Peter Wessels
Peter Wessels (* 7. Mai 1978 in Zwolle) ist ein ehemaliger niederländischer Tennisspieler.

## Karriere
Peter Wessels gewann in seiner Karriere insgesamt zehn Titel auf der ATP Challenger Tour, davon sechs im Einzel und vier weitere im Doppel. Auf der ATP World Tour gelang ihm im Jahr 2000 sein einziger Titelgewinn, als er in Newport im Finale Jens Knippschild mit 7:63, 6:3 bezwang. Im Jahr 2007 zog er als Qualifikant ein weiteres Mal ins Finale eines Rasenturniers ein: In ’s-Hertogenbosch besiegte er im Halbfinale den topgesetzten Spanier Tommy Robredo mit 6:3 und 6:3, musste im anschließenden Endspiel gegen den Kroaten Ivan Ljubičić jedoch mit 6:75, 6:4 und 6:74 eine knappe Niederlage hinnehmen.
Bei Grand-Slam-Turnieren erreichte er 1999 sein bestes Resultat mit den Einzug in die dritte Runde der US Open. Im Doppel nahm er lediglich ein einziges Mal teil, als er 1999 bei den Australian Open in der Auftaktrunde ausschied.
Sowohl 2005 als auch 2006 vertrat Peter Wessels die Niederlande beim Hopman Cup. Beide Male bildete er mit Michaëlla Krajicek ein Team. 2005 schieden sie mit nur einem Sieg gegen Simbabwe nach der Vorrunde aus. Bei dem 2006 ausgetragenen Turnier setzten sich die beiden zunächst in der Play-off-Begegnung gegen China durch, ehe sie in der Vorrunde sowohl Argentinien als auch Australien und Deutschland besiegten. Im Endspiel unterlagen Wessels und Krajicek der US-amerikanischen Mannschaft mit 1:2.
Peter Wessels bestritt zwischen 2005 und 2008 insgesamt sechs Begegnungen für die niederländische Davis-Cup-Mannschaft. Er gewann dabei zwei seiner vier Einzelpartien sowie zwei seiner fünf Doppelpartien.

## Erfolge
| Legende (Anzahl der Siege)                       |
| Grand Slam                                       |
| Tennis Masters Cup                               |
| ATP Masters Series ATP World Tour Masters 1000   |
| ATP International Series Gold ATP World Tour 500 |
| ATP International Series ATP World Tour 250 (1)  |

### Einzel

#### Turniersiege
| Nr. | Datum         | Turnier | Belag | Finalgegner      | Ergebnis  |
| --- | ------------- | ------- | ----- | ---------------- | --------- |
| 1.  | 17. Juli 2000 | Newport | Rasen | Jens Knippschild | 7:63, 6:3 |

#### Finalteilnahmen
| Nr. | Datum         | Turnier          | Belag | Finalgegner   | Ergebnis        |
| --- | ------------- | ---------------- | ----- | ------------- | --------------- |
| 1.  | 17. Juni 2007 | ’s-Hertogenbosch | Rasen | Ivan Ljubičić | 6:75, 6:4, 6:74 |